# Кароліново (гміна Нове Място)
Кароліново (пол. Karolinowo) — село в Польщі, у гміні Нове Място Плонського повіту Мазовецького воєводства.
Населення — 270 осіб (2011).
У 1975-1998 роках село належало до Цехановського воєводства.

## Демографія
Демографічна структура станом на 31 березня 2011 року:
|          | Загалом | Допрацездатний вік | Працездатний вік | Постпрацездатний вік |
| -------- | ------- | ------------------ | ---------------- | -------------------- |
| Чоловіки | 138     | 21                 | 85               | 32                   |
| Жінки    | 132     | 27                 | 66               | 39                   |
| Разом    | 270     | 48                 | 151              | 71                   |